# Viums

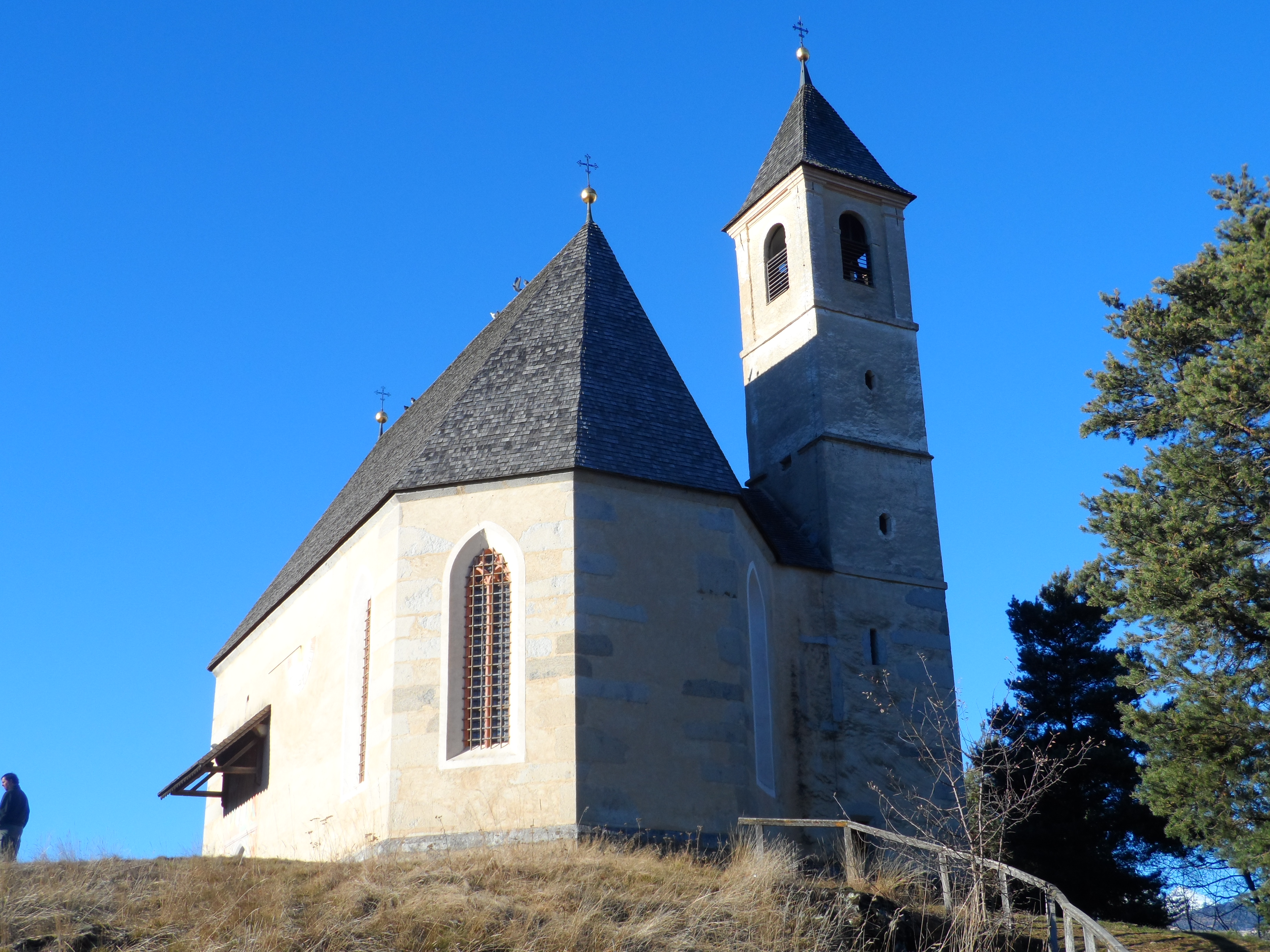
St. Magdalena in Viums

Viums (italienisch Fiumes) ist ein 266 Einwohner zählendes Dorf in Südtirol und eine Fraktion der Gemeinde Natz-Schabs. Viums liegt auf einem kleinen von Eisack und Rienz umgrenzten Plateau im Eisacktal wenige Kilometer nördlich von Brixen. Die nächstgelegenen Dörfer sind Schabs im Nordwesten und Natz im Süden. Die Nähe zu Brixen führte in den letzten Jahrzehnten zu einem Bevölkerungswachstum. Das Dorfbild von Viums ist von der Landwirtschaft und vom Tourismus mit seinen zahlreichen Unterkünften geprägt. Die Kirche im Ort ist der Hl. Magdalena geweiht.
Der Ortsname findet sich erstmals in den Brixner Traditionen aus der Zeit zwischen 1065 und 1075, als eine Ehefrau namens Swanihilt an das Domkapitel von Brixen ein Landgut in Fiummes übertrug.